# Vindobona (vlak)
Vindobona (tj. Vídeň latinsky) je název mezinárodního vlaku jezdícího jako motorový expres od roku 1957 do roku 1979 mezi Berlínem, Prahou a Vídní trasou přes Tábor, od roku 1979 do roku 2014 jako vlak s klasickou soupravou tvořenou vozy UIC-Y a UIC-Z, od roku 1992 na trase Hamburk – Villach přes Brno a od roku 2018 na trase Praha – Vídeň – Štýrský Hradec, kde je název použit pro vlaky se soupravami railjet, a od 15. června 2020 opět v celé své trase jako rj 256/257 Berlín – Praha – Vídeň (– Štýrský Hradec).
V době reálného socialismu byla vnitrostátní přeprava po Československu v některých letech vyloučena, jindy omezena na úsek Děčín – Tábor aj. Po dokončení vysokorychlostní tratě Nürnberg – Erfurt měly od prosince 2017 podle plánů Deutsche Bahn převzít přepravu cestujících mezi Berlínem a Vídní jednotky ICE, které budou rychlejší.
Dne 13. prosince 2014 vyjel vlak se soupravou z vozů UIC-Z naposledy, neboť na lince Vídeň – Praha začaly být nasazovány výhradně soupravy railjet, které do Německa nepokračovaly.
Dne 9. prosince 2018 vyjely vlaky Vindobona znovu. Tentokrát šlo o souhrnné pojmenování vlaků se soupravami railjet na trase Praha – Vídeň – Štýrský Hradec (Graz).
Od 15. června 2020 byly vlaky Vindobona znovu obnoveny v celé trase Berlín – Praha – Vídeň (– Štýrský Hradec), tentokrát jako jeden pár vlaků se soupravami railjet (rj 256/257).

## Oběh
Poprvé byl spoj zaveden v roce 1957 jako rychlá motorová jednotka FDt 50/51 z nádraží Berlin Ostbahnhof přes Drážďany, Ústí nad Labem, Prahu Hrabovku (úvrať), Prahu hl. n., Tábor, České Velenice a Gmünd do stanice Wien Franz-Josef-Bahnhof. Nejvyšším bodem trasy byla stanice Střezimíř 587 m n. m. Předchůdcem byly vlaky FDt Berlín – Praha jezdící od prosince 1950 a také rychlíkové spojení přímými vozy do Vídně. Vlaky byly využívány převážně západními Berlíňany, diplomaty a Skandinávci pro průjezd NDR. Proto v Berlíně navazovaly na noční vlaky z Kodaně (Ostsee-Express) a Stockholmu (Saßnitz-Express přes železniční trajekt Warnemünde – Gedser a Saßnitz – Trelleborg). Od roku 1962 měl přípoj na kyvadlové vlaky do a z nádraží Berlin Zoologischer Garten v tehdejším Západním Berlíně.

## Nasazení motorových jednotek (1957-1979)

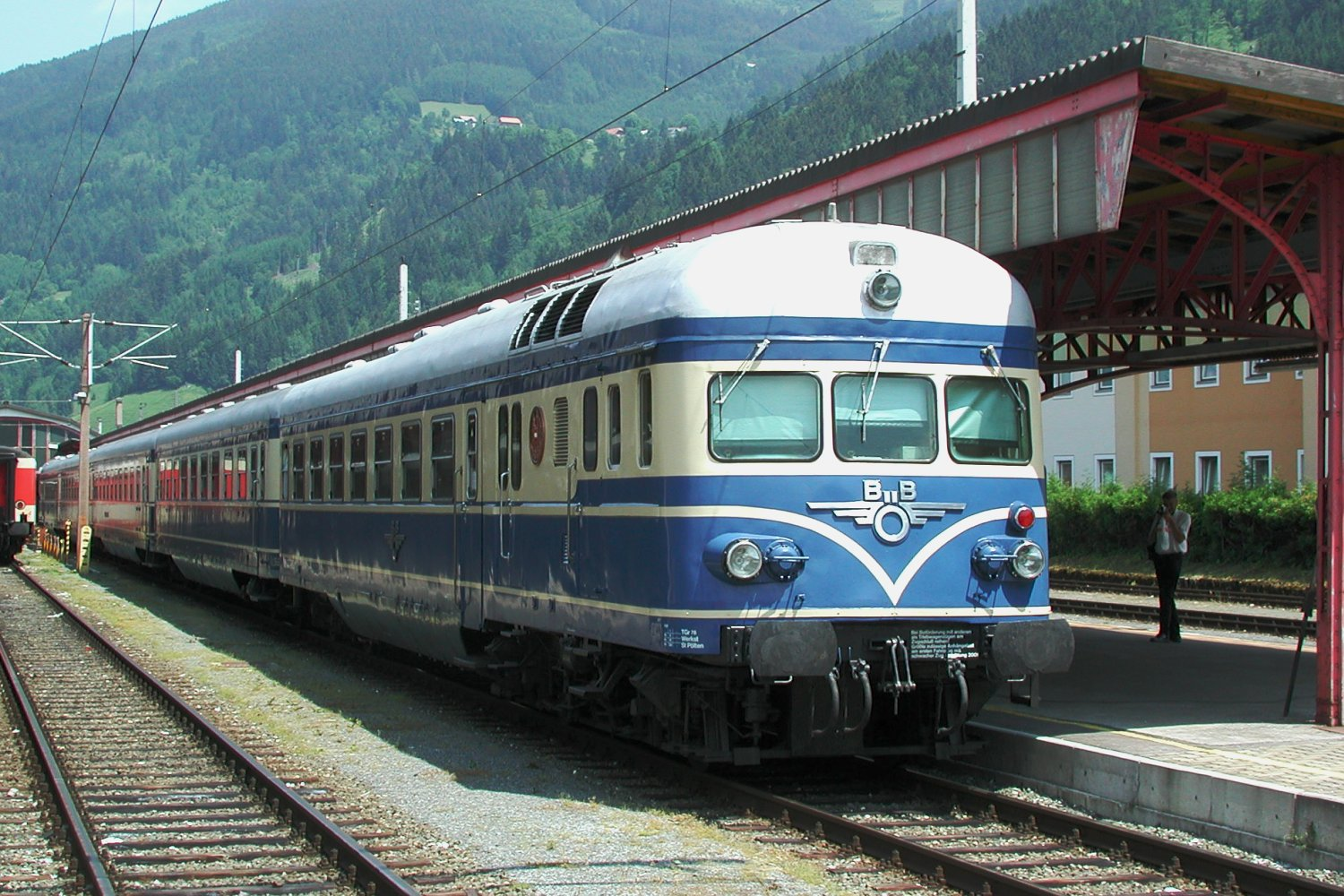
Motorová jednotka ÖBB 5145 „Blauer Blitz“

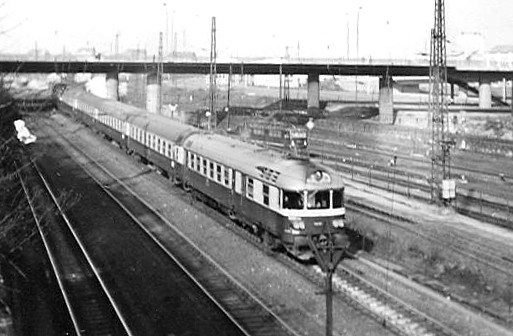
Expres Vindobona vedený motorovým vozem ČSD řady M 296.1 v Drážďanech

Od zavedení byly pro expres 54/55 Vindobona použity dieselové motorové jednotky. Železniční správy tří zemí – Deutsche Reichsbahn (DR), Československé státní dráhy (ČSD) a Österreichische Bundesbahnen (ÖBB) se dohodly na střídání v nasazení jednotek na tento spoj ve dvouročním intervalu.
- V prvních dvou letech byl tento spoj veden předválečnými motorovými jednotkami DR ř. VT 137 Hamburg a Leipzig.

- V letech 1960 až 1962 byly vystřídány motorovými jednotkami Ganz-MÁVAG řady M 495.0  ČSD.

- V letech 1962 až 1964 nasazovaly ÖBB motorové jednotky ř. 5145 Blauer Blitz, které jedině pro tento spoj byly posíleny vloženým vozem. Do roku 1966 byly opět na řadě ČSD.

- V letech 1964 až 1966 byly vystřídány motorovými jednotkami Ganz-MÁVAG řady M 498.0 ČSD.

- V roce 1966 byla opět na řadě DR a nasadila na spoji novinku – elegantní motorovou jednotku VT 18.16 zvanou také Delfín, která se pro tento spoj stala legendární, a mnoho lidí si ji s názvem Vindobona identifikuje.

- Od 1. 8. 1969 až do roku 1972 ČSD zařadily nové vozy M 296.1 s nejvyšší rychlostí 120 km/h. Motorové vozy a BRam se střídaly v Praze hl. n., vlak zde byl rovněž zkracován, na rameni Praha-Berlin jezdil M296.1+Aam+Aam+BRam+Bam+M 296.1, na rameni Praha-Vídeň M296.1+Aam+BRam+M 296.1.

- Až do roku 1979 trvalo následující nasazení rychlých motorových jednotek DR VT 18.16, přeznačených na ř. 175. ÖBB mezitím neměla žádné vhodné motorové jednotky pro toto spojení, a proto zůstaly v provozu jednotky DR a ÖBB platily DR vyrovnávací platby.

- Od května 1973 byla Vindobona přečíslována na expres 70/71.

- Od jízdního řádu 1979/80 byla nasazována souprava klasické stavby s lokomotivou (později v trase přes Brno již pouze elektrickou) a flexibilním řazením. Vlak tak ztratil značnou část své výjimečnosti.[4]

## Vindobona 1979–1992
- Od ukončení motorového provozu v květnu 1979 do 23. prosince 1980 jezdila Vindobona v úseku Děčín – Praha s lokomotivami T 478.3 nebo T 478.4 vpředu i vzadu s úvratí na dopravně Praha-Hrabovka. V tomto období jezdila Vindobona v úseku České Velenice – Gmünd s parní lokomotivou 556.0, takže slavný motorový expres se nakonec stal posledním parním expresem v Československu.
- Od 23. 12. 1980 jezdila Vindobona bez úvrati Holešovickou přeložkou přes nádraží Praha-Holešovice.
- V období 28. 5. 1989 – 26. 5. 1990 vyjížděla Vindobona jako D 374 z Vídně FJBf v 9:30, z Tábora 13:37, z Prahy hl.n. 15:26 a do Berlína-Lichtenbergu přijížděla ve 21:49. Délka trasy činila 735 km.
- Od května roku 1982 byla Vindobona přečíslována na expres 374/375
- Od roku 1991 začala v úseku Praha-Dresden Vindobona jezdit elektricky s lokomotivami 372.

## Vindobona 1992–2000 novou trasou
Od 1. 6. 1992 expres opustil po 35 letech v úseku z Vídně do Prahy svoji původní a tradiční trasu Wien Franz-Josefs Bahnhof – Gmünd – České Velenice – Praha hlavní nádraží a začal jezdit po nové trase Wien Südbahnhof – Hohenau – Břeclav – Brno hl. n. – Havlíčkův Brod – Praha-Holešovice a dále po původní trase Děčín – Drážďany – Berlin-Lichtenberg příj., Berlin Hauptbahnhof odj. Nová trasa byla sice o 75 km delší, ale umožňovala kratší jízdní dobu díky rychlejší jízdě.

## Vindobona 2000–2014
V roce 2000 došlo k přetrasování přes Pardubice a Českou Třebovou po I. tranzitním železničním koridoru. Tak byla jízdní doba zkrácena na něco přes 9 hodin a spolu se změnou trasy došlo ke změně kategorie na EuroCity.
Jménem Vindobona se pyšnil vlak EuroCity 172 a 173 a byl zařazen do taktového provozu mezinárodních vlaků. Po prodloužení i na jih od Vídně jezdil po trase Villach – Vídeň – Brno – (Česká Třebová) – Praha-Holešovice – Děčín – Drážďany – Berlin Zoologischer Garten – Hamburk (roky 2010 až 2012). Z Villachu (EC 172) vlak odjížděl v časných ranních hodinách a do Hamburku přijížděl pozdě večer. V opačném směru (EC 173) vlak odjížděl ráno z Hamburku a přijížděl v pozdních večerních hodinách do Villachu. V Praze tyto vlaky stavěly v obou směrech v brzkém odpoledni.

### Řazení vlaku v r. 2008
- Lokomotiva – 1116 ÖBB (Vídeň – Břeclav), 350 ZSSK (Břeclav – Praha), 371 ČD (Praha – Drážďany),  101 DB (Drážďany – Hamburk Altona)
- Bpmdz (2. třída, velkoprostorový s přepravou kol) – DB
- 2× Bmpz (2. třída, velkoprostorový) – ÖBB
- 4× Bmz (2. třída, uzavřený) – ČD
- WRmz (jídelní vůz) – ČD
- Ampz (1. třída, velkoprostorový) – ČD
- Avmz (1. třída, uzavřený) – DB

### Řazení vlaku v r. 2009
- Lokomotiva – 1216 ÖBB (Villach – Praha), 371 ČD (Praha – Drážďany), 101 DB
- Bbmz (2. třída, uzavřený) – ÖBB
- 2× Bmpz (2. třída, velkoprostorový) – ÖBB
- 4× Bmz (2. třída, uzavřený) – ČD
- WRmz (jídelní vůz) – ČD
- Ampz (1. třída, velkoprostorový) – ČD
- Avmz (1. třída, uzavřený) – DB

### Řazení vlaku v r. 2010
- Lokomotiva – 1216 ÖBB (Villach – Praha), 371 ČD (Praha – Drážďany), 101 DB (Drážďany – Hamburk Altona)
- 3× Bmpz (2. třída, velkoprostorový) – ÖBB
- Bbmz (2. třída, uzavřený) – ÖBB
- 2× Bpmz (2. třída, velkoprostorový) – DB
- WRmz (jídelní vůz) – DB
- Apmz (1. třída, velkoprostorový) – DB
- Amz (1. třída, uzavřený) – ÖBB

## Vindobona 2018-2020
Od prosince roku 2014 byl provoz této linky s názvem Vindebona na čtyři roky „přerušen“ v důsledku změněné struktury jízdních řádů na trase Břeclav – Villach. Důvodem této změny bylo zavedení pevného jízdního řádu se soupravami railjet v nově zavedené relaci Praha - Vídeň - Štýrský Hradec (Graz). Původní zbývající trasa Hamburk – Břeclav byla označována jako EC 172/173 Porta Bohemica v rámci linky Budapešť – Bratislava – Praha – Berlín – Hamburk. Od změny jízdního řádu v prosinci 2018 vlaky se jménem Vindobona opět jezdily, a to na lince railjetů Praha – Vídeň – Štýrský Hradec (Graz).Při této změně jízdního řádu se zavedla pro Berlín a Vídeň každodenní spojení Intercity Express (ICE) provozované soupravami ICE-T.

## Od roku 2020

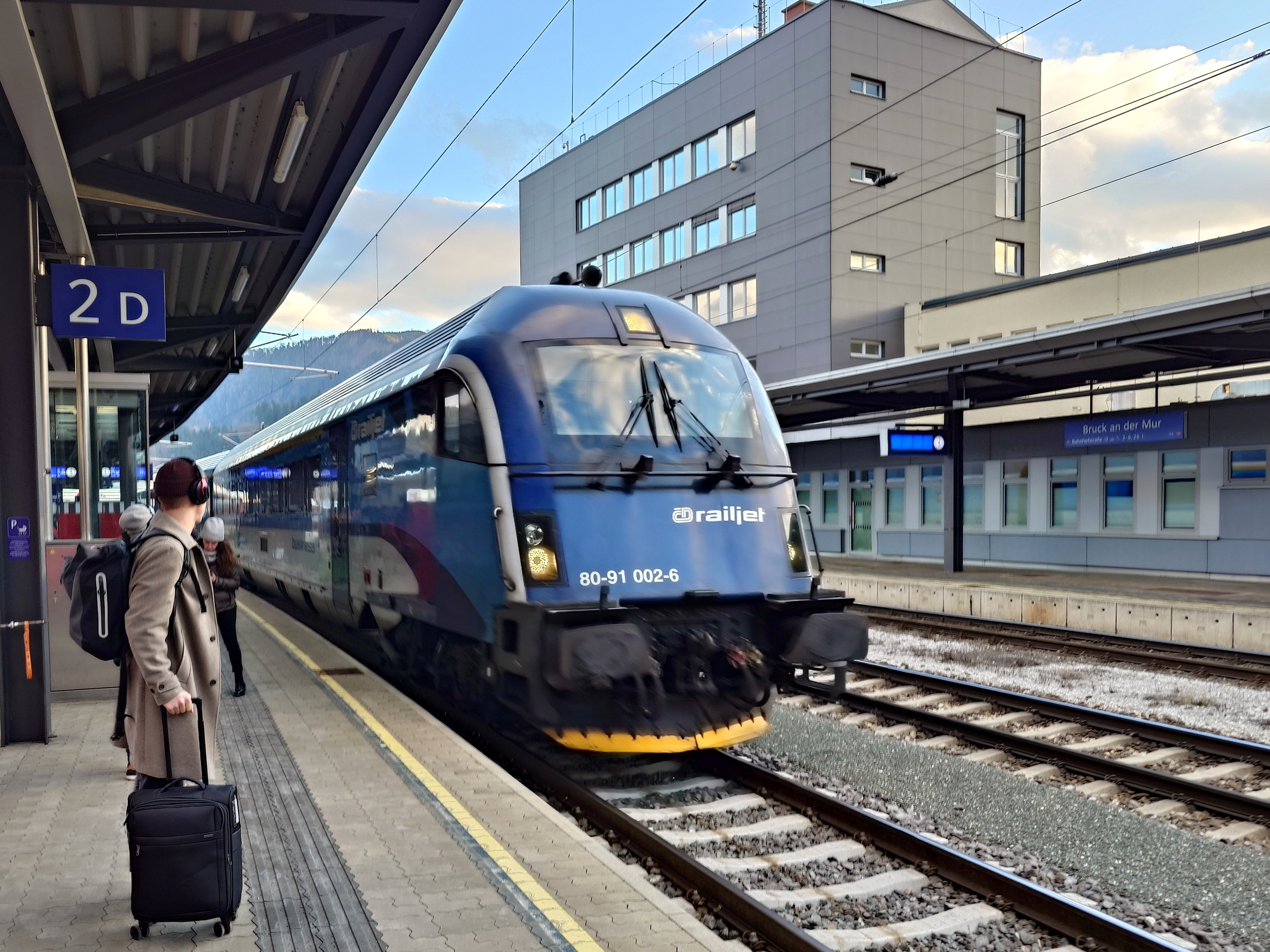
Lokomotiva Taurus se soupravou Railjet - Vindobona (České dráhy)

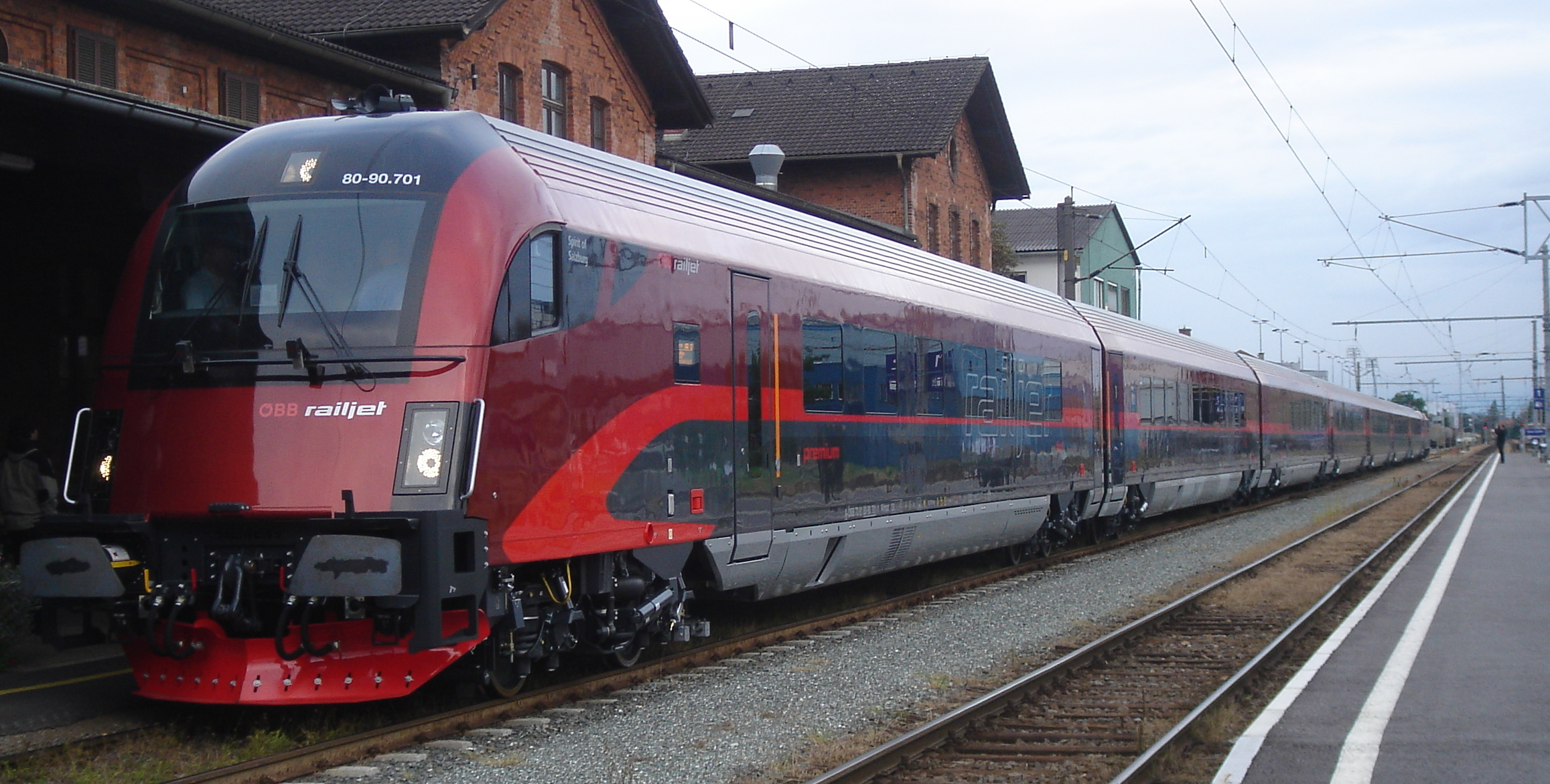
Lokomotiva Taurus a souprava Railjet (ÖBB)

S návrhem jízdního řádu 2019/2020 přišla myšlenka opětovného zavedení vlaku Vindobona až do Berlína. První vlak měl podle návrhu vyjet 4. května 2020, kvůli omezením v souvislosti s pandemií covidu-19 byl start přesunut na 15., respektive 16. června (první vlak z Berlína).
Společně s obnovením tradičního přímého spojení Vídně s Berlínem přes Prahu jde také o premiéru českých railjetů v dálkové osobní dopravě v Německu.
Na trati se střídají modré soupravy raijetů, které jsou provozovány Českými dráhami a červené soupravy railjetů, které provozuje rakouský dopravce ÖBB. Modré soupravy vyjíždí ze stanice Berlin Hauptbahnhof v 6:15 jako spoj rj 257 „Vindobona“, na hlavní nádraží v rakouském Štýrském Hradci přijíždí v 17:33. V opačném směru z výchozí stanice spoj rj 256 „Vindobona“ vyjíždí v 10:26 a končí v 22:05 ve stanici Berlin-Charlottenburg.

### Řazení vlaku rj 256 vGVD2024/2025 (směr Graz - Berlin)
- Řídicí vůz – Afmpz890 (1. třída + Business, velkoprostorový)
- ARbmpz892 (1. třída + bistro oddíl, velkoprostorový)
- 4× Bmpz891 (2. třída, velkoprostorový)
- Bmpz893 (2. třída s dětským kinem, velkoprostorový)
- Lokomotiva 1216 ÖBB

V úseku Praha - Berlin v opačném řazení (změna směru jízdy vlaku).
Z důvodu výluky bude od 30. 6. ukončen v Děčíně.

## Retro Vindobona

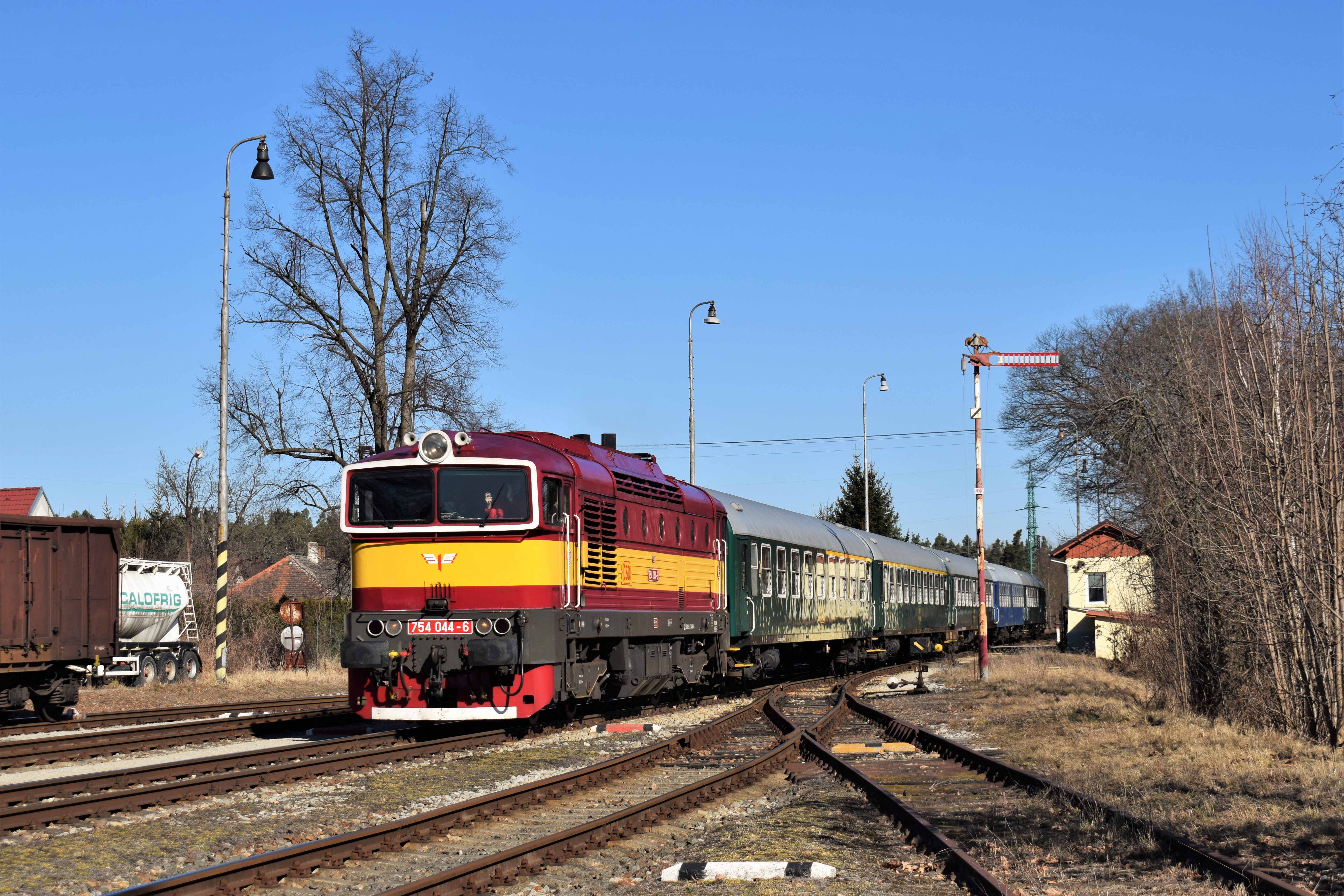
Průjezd retro Vindobony Suchdolem nad Lužnicí

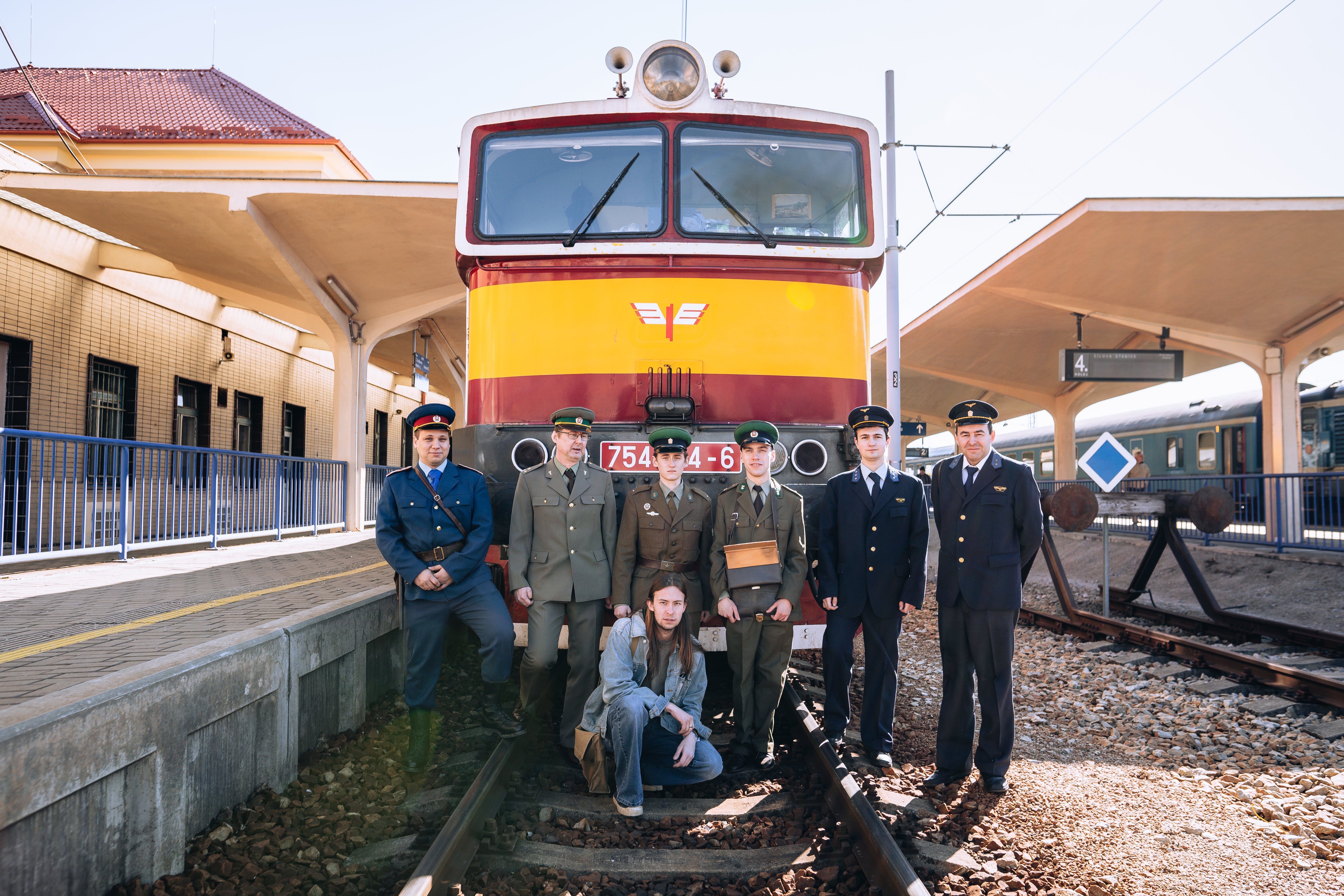
Skupina účastnící se chodu celé akce (druhý zprava - hlavní organizátor Ondřej Lakatoš)

V březnu roku 2022 byla uskutečněna retro jízda vlaku Vindobona z Prahy do Českých Velenic a zpět. Jízda připomněla 150. výročí výstavby této trati. Vlak byl složen v přibližném řazení z 80. let 20. století. Akci uspořádal nadšenec do dráhy císaře Františka Josefa a jako dopravce byly České Dráhy.

## Rychlík Silva Nortica
Od roku 2022 jede po části původní trasy Vindobony Praha – Gmünd – Wien Franz-Josefs-Bahnhof rychlík Silva Nortica. V GVD 2024/25 jezdí dvakrát denně, a to z Prahy hl. n. v 7:46 a 17:46, z Vídně FJB 9:00 a 15:00. Cesta trvá více než 5 hodin.